# La Peñita, Guanajuato
La Peñita är en ort i Mexiko.   Den ligger i kommunen San Luis de la Paz och delstaten Guanajuato, i den centrala delen av landet, 270 km nordväst om huvudstaden Mexico City. La Peñita ligger 2 131 meter över havet och antalet invånare är 214.
Terrängen runt La Peñita är kuperad norrut, men söderut är den platt. Terrängen runt La Peñita sluttar söderut. Runt La Peñita är det ganska tätbefolkat, med 52 invånare per kvadratkilometer. Närmaste större samhälle är San Luis de la Paz, 17,4 km sydost om La Peñita. Omgivningarna runt La Peñita är i huvudsak ett öppet busklandskap.